# Pattini
Pattini är en gudinna inom hinduismen och buddhismen på Sri Lanka. 
Hon vördas som fruktbarhets och hälsans gudinna. Hon tillhör ursprungligen den sinhalesiska folktron och har sedan inlemmats i både buddhismen och hinduismen på ön.